# エムリン・ヒューズ
エムリン・ウォルター・ヒューズ, OBE（Emlyn Walter Hughes, OBE, 1947年8月28日 - 2004年11月9日）は、イングランド出身の元サッカー選手。ポジションはディフェンダーとミッドフィールダーで、主にボランチを務めた。

## 略歴
ヒューズはバロー＝イン＝ファーネスにて生まれ、かつて有名なラグビー選手であった父親フレッド・ヒューズの影響もあり、少年時代はラグビーをプレーするが、その後サッカーに転向し1965年にブラックプールにてプロキャリアをスタートさせる。
1967年に名将ビル・シャンクリーによってブラックプールFCから6500ポンドでリヴァプールFCに移籍、愛らしい笑顔がファンから愛された。また、激しく動き回るプレースタイルから、クレイジーホースという愛称で親しまれた。リヴァプールでは通算665試合49ゴールの成績を残し、クラブ初の欧州制覇など数々のタイトル獲得に貢献した。1970年ワールドカップのイングランド代表メンバーでもあった。
1974-75シーズンからは、トミー・スミスからキャプテンの座を譲り受けた。しかし、それによりスミスとの仲は険悪なものとなっていった。1976-77シーズンには自身そしてクラブ史上初となるUEFAチャンピオンズカップ制覇をキャプテンとして果たした。翌年もチャンピオンズカップを制し、クラブの連覇に大きく貢献した。しかし、1979年に膝を故障してからはメンバーから外れることが多くなり、同年夏に90000ポンドでウォルバーハンプトンへ移籍した。その後もロザラム・ユナイテッドFC、ハル・シティ、マンスフィールド・タウン、スウォンジーと渡り歩き、1984年に現役を退いた。

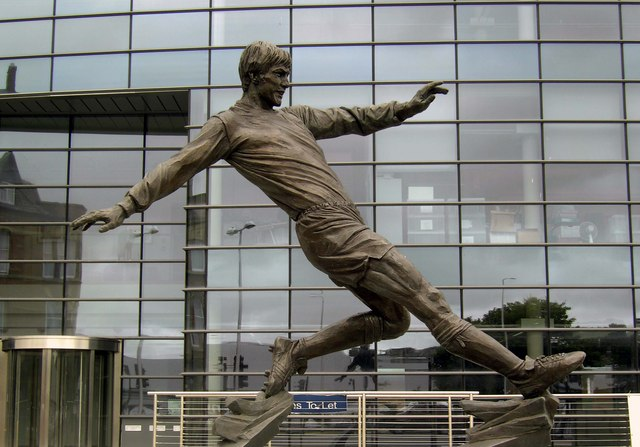
ヒューズの銅像

引退後、その功績を讃えられ、生まれ故郷のバロー＝イン＝ファーネスにはヒューズの銅像が建てられている。
2004年11月9日に永眠した。

## 代表でのキャリア
アルフ・ラムゼイにより1970 FIFAワールドカップのメンバーに招集されるも、出番には恵まれなかった。1974年に監督に就任したジョー・マーサーの下ではキャプテンに任命され、キャプテンとして26試合に出場している。代表通算では62試合に出場している。

## エピソード
ビル・シャンクリーはヒューズとの契約を締結させ、ヒューズと共にクラブへ向かう際にタクシーの運転手に対し「この少年が誰だか分かるかい。未来のイングランド代表のキャプテンだよ。」と自慢げに語ったが、実際その通りとなり、ヒューズはイングランド代表キャプテンとして26試合に出場している。